# Menekülő élet
A Menekülő élet (Le Récif de corail) 1939-ben bemutatott fekete–fehér francia játékfilm Maurice Gleize rendezésében. Az eredeti francia cím jelentése: 'korallsziget'.
Magyarországon 1939. október 30-án mutatták be. 

## Cselekménye
Brooks, a szökött fegyenc részegségében beleköt Ted Lennard-ba, aki a támadót leüti. Ted elmenekül a „Portland”-ra, Jolife hajójára, mely fegyvert szállít egy déli országba. Jolife a fiatal Tedet helyettesévé teszi azzal a kikötéssel, hogy szükség esetén az életét is fel kell áldoznia. Ted elfogadja a feltételt, bár sejtelme sincs a hajó úti céljáról. Kétheti tengeri út után a hajó horgonyt vet egy korallsziget védett öblében, hogy vizet vegyen fel. A kis szigeten élő Hobson, a civilizációval meghasonlott angol magasztalja Ted előtt a sziget boldogító nyugalmát. Ted szívesen ott maradna, de köti őt Jolifenek adott szava és a hajóval folytatja útját. A „Portland” eléri úticélját, kirakja szállítmányát, majd hazatér, és Jolife elbúcsúzik Tedtől. 
Ted megismerkedik egy elhagyott vidéken élő lánnyal, Lilian-nel, és egymásba szeretnek. Ted képzeletében a lány már a felesége, akivel boldogan él a korallszigeten. Egy napon azonban megjelenik Abboy detektív, és Lilian eltűnik. Abboy elmondja, hogy a lány, igazi nevén Mary Moeve merényletet követett el egy ügyvéd ellen, amikor ártatlanul lopással vádolták meg őt. Azóta menekül a világ elől. Ted a lány keresésére indul, rá is talál Bridgetown egyik szállójában. A városban járvány van, Mary halálos betegen fekszik. Abboy orvost hív, aki egy oltással megmenti a lány életét. A detektív közli Maryvel, hogy nincs mitől tartania, majd szerencsés utat kíván a boldogság szigete felé hajón induló szerelmeseknek.  

## Szereplők
- Jean Gabin – Ted „Trott” Lennard
- Michèle Morgan – Lilian White
- Pierre Renoir – Abboy, detektív
- Saturnin Fabre – Hobson
- Gina Manès – Maria
- Jenny Burnay – Anna, Brooks szeretője
- René Bergeron – Jim, szállodafőnök
- Louis Florencie – Jolife, a „Portland” kapitánya
- Julien Carette – Havelock, hajószakács
- Anthony Gildès – Newton papa
- Roger Legris – Johnson, férfi a hajón
- Guillaume de Sax – Springbett, második ember a hajón
- Gaston Modot – mexikói tiszt
- Ky Duyen – Black, tengerész
- Bara – Swilles
- Lucas Denny – mexikói főnök
- Jean Diener – orvos
- Pierre Magnier – másik orvos
- André Siméon – bártulajdonos
- Yves Deniaud – eladó a bazárban
- Raymond Bussières – ápolónő
- Léonce Corne – másik orvos
- Marcel Duhamel – másik orvos